# Белла Дарви
Байла Вегьер (пол. Bajla Węgier; 23 октября 1928, Сосновец, Польша — 11 сентября 1971, Монте-Карло, Монако), более известная как Бе́лла Да́рви (Bella Darvi) — французская актриса еврейского происхождения. Обладательница премии «Золотой глобус» (1954).

## Биография
Байла Вегьер родилась 23 октября 1928 в городе Сосновец на юге Польши в семье польских евреев — пекаря Хаима Вегьера и его жены Хаи Вегьер (в девичестве — Зигельбаум). У неё было три брата — Роберт (погиб в концлагере), Жак, Жан-Исидор — и сестра Сура.
Во время Второй мировой войны находилась во Франции, была арестована, содержалась в тюрьме в Тулузе, была освобождена в 1943 году.
7 октября 1950 года вышла замуж за бизнесмена Альбана Кавалькада и переехала с ним в Монако.
В Париже с ней, неисправимо пьющей и напропалую проигрывающейся, познакомилась Вирджиния Фокс и была очарована хриплым голосом и некоторой угловатостью «новой Ингрид Бергман». Фокс познакомила Беллу со своим мужем, магнатом Дэррилом Ф. Зануком и, несмотря на отсутствие актёрского опыта у Беллы, тот оплатил её долги. В 1952 году Белла развелась с Кавалькейдом и переехала вместе с Зануком и его женой в Голливуд (штат Калифорния, США) — они стали её наставниками.
В августе 1953 года они подписали контракт, по которому Белла в частности сменила имя на Дарви — это комбинация, составленная из первых имён Дэррила и Вирджинии. В конечном итоге Белла стала любовницей Занука, несмотря на то, что встречалась и со многими другими мужчинами.
В фильме Сэмюэля Фуллера «Ад в открытом море» (1954) она играла возлюбленную героя Ричарда Уидмарка, в «Гонщиках» (1955) её партнёром стал Кирк Дуглас, но наибольшую известность она получила в роли Нефер, соблазнительной вавилонской куртизанки в фильме «Египтянин» (1954). Критики с завидным упорством жестоко расправлялись с ней — за полное неумение играть, за лёгкую косоглазость, за сильный акцент и шепелявость.
Занук оставил жену ради Дарви, но бросил её, узнав о её лесбийских или как минимум бисексуальных наклонностях. 13 ноября 1960 года в Лас-Вегасе Дарви вышла замуж за Клода Руаса, официанта; этот брак был аннулирован меньше чем через год. После этого Белла вернулась в Европу, где сыграла в нескольких незначительных фильмах и быстро вернулась к прежним привычкам — ликёру и карточным играм, — но в этот раз никто не собирался её спасать. Она регулярно обращалась к Зануку с просьбами о помощи, но он игнорировал её.

### Гибель
Совершенно опустошённая и загнанная в угол многочисленными долгами и неудачами, она предприняла несколько попыток самоубийства и в конечном итоге преуспела в одной из них — 11 сентября 1971 года на 43-м году жизни актриса покончила с собой, отравившись угарным газом в Монте-Карло. Её тело обнаружили лишь спустя 10 дней.

## Избранная фильмография
| Год  |   | Русское название          | Оригинальное название       | Роль            |
| ---- | - | ------------------------- | --------------------------- | --------------- |
| 1954 | ф | Ад в открытом море        | Hell and High Water         | Дениз Монтель   |
| 1954 | ф | Египтянин                 | Egyptian, The               | Нефер           |
| 1955 | ф | Гонщики                   | Racers, The                 | Николь          |
| 1955 | ф | Я — сентиментален         | Je suis un sentimental      | Марианн Кола    |
| 1956 | ф | Я вернусь в Кандару       | Je reviendrai à Kandara     | Паскаль Барэ    |
| 1958 | ф | Пиа из Птолемеев          | Pia de' Tolomei             |                 |
| 1958 | ф | Ограбление в городе       | Rafles sur la ville         | Кри Кри         |
| 1958 | ф | Горилла приветствует тебя | Gorille vous salue bien, Le | Изолен          |
| 1959 | ф | Загадка Фоль-Берже        | Énigme aux Folies-Bergère   | Соланж          |
| 1960 | ф | Ледяная женщина           | Donna di ghiaccio, La       | Адриана Савельи |
| 1971 | ф | Милые маленькие модели    | Petites filles modèles, Les | госпожа Росбург |